# Sibel Taşçıoğlu
Sibel Taşçıoğlu (Bursa, 28 luglio 1976) è un'attrice e doppiatrice turca, nota per aver interpretato il ruolo di Şermin Yaman nella serie Terra amara (Bir Zamanlar Çukurova).

## Biografia
Sibel Taşçıoğlu è nata il 28 luglio 1976 a Bursa (Turchia), all'età di diciannove anni ha iniziato a recitare in teatro e in seguito anche in televisione. Oltre alla recitazione, lavora anche come doppiatrice in diversi film d'animazione.

## Carriera
Sibel Taşçıoğlu si è laureata presso il dipartimento teatrale del conservatorio statale dell'Università di Istanbul. Nel 1995, all'età di diciannove anni, ha maturato la sua prima esperienza di recitazione in teatro prendendo parte allo spettacolo Tılsım - Çocuk Oyunu, che è stato presentato presso il teatro statale di Bursa. Nello stesso anno ha fatto la sua prima apparizione sul piccolo schermo nella serie in onda su ATV Çiçek Taksi. Nel 1997, dopo l'istruzione primaria e secondaria, ha deciso di iscriversi presso il dipartimento teatrale dell'Università di Istanbul, dove al termine degli studi ha conseguito la laurea.
Dal 2000 al 2003 ha recitato nelle opere teatrali Yan Etkili Konuşmalar, Tekrar Çal Sam e Apaçık. Dal 2002 al 2005 ha interpretato il ruolo di Sevda nella serie in onda su ATV Ekmek Teknesi. Nel 2003 ha fatto il suo esordio al cinema con il ruolo di Fatma nel film Rus Gelin diretto da Zeki Alasya. Nel 2007 ha preso parte allo spettacolo Anna Karenina presso il teatro Kenter.
Nel 2009 e nel 2010 è entrata a far parte del cast della serie in onda su ATV Kapaliçarsi, nel ruolo di Nergis. Dal 2013 al 2015 ha interpretato il personaggio di Nevin nella serie Medcezir. Nel 2015 è tornata al cinema con il ruolo di Büyük Gülmelek nel film Son Mektup diretto da Özhan Eren. L'anno successivo, nel 2016, ha preso parte al cast della serie in onda su ATV Kehribar, nel ruolo di Sanem Yarımcalı. Nel 2016 e nel 2017 ha ottenuto il ruolo di Gülbahar Sultan nella serie in onda su Fox Il secolo magnifico: Kösem (Muhtesem Yüzyil - Kösem). Nel 2017 e nel 2018 si è unita al cast della serie in onda su Kanal D Kızlarım İçin, nel ruolo di Ayten Yılmaz. Nel 2018 ha ricoperto il ruolo di Meral Atman nel film Bold Pilot - Leggenda di un campione (Bizim İçin Şampiyon) diretto da Ahmet Katiksiz.
Dal 2018 al 2022 è stata scelta per interpretare il ruolo di Şermin Yaman nella serie in onda su ATV Terra amara (Bir Zamanlar Çukurova), insieme agli attori Hilal Altınbilek, Uğur Güneş, Murat Ünalmış, Vahide Perçin, Furkan Palalı e İlayda Çevik. Nel 2022 ha ottenuto il ruolo di Pembe Ünal nella serie in onda su Show TV Kızılcık Şerbeti.

## Vita privata
Sibel Taşçıoğlu dal 2016 è sposata con Murat Kolçak Köstendil.

## Filmografia

### Attrice

#### Cinema
- Rus Gelin, regia di Zeki Alasya (2003)
- Son Mektup, regia di Özhan Eren (2015)
- Bold Pilot - Leggenda di un campione (Bizim İçin Şampiyon), regia di Ahmet Katiksiz (2018)

#### Televisione
- Çiçek Taksi – serie TV (ATV, 1995)
- Akşam Güneşi – serie TV (TRT 1, 1999)
- Evdeki Yabancı – serie TV (Kanal D, 2000)
- Karakolda Ayna Var – serie TV (TRT 1, 2000)
- Berivan – miniserie TV, 3 episodi (Kanal D, 2002)
- Anne Babamla Evlensene – serie TV, 3 episodi (ATV, 2002)
- Kibar Ana – serie TV (Star TV, 2002)
- Kirik Ayna – serie TV, 2 episodi (Kanal D, 2002)
- Ekmek Teknesi – serie TV, 105 episodi (ATV, 2002-2005)
- Mühürlü Güller – serie TV (TRT 1, 2003)
- Yadigar – serie TV, 4 episodi (ATV, 2004)
- Büyük Buluşma – serie TV (Samanyolu TV, 2004)
- Belali Baldiz – serie TV, 1 episodio (ATV, 2005)
- Aci Günler, regia di Halil Tekay – film TV (Kanal 7, 2005)
- Gözyaşı Çetesi – miniserie TV, 9 episodi (ATV, 2006)
- Gönül Salıncağı – serie TV (TRT 1, 2007)
- Pulsar – serie TV (Star TV, 2008)
- Aile Saadeti – serie TV (ATV, 2009)
- Kapaliçarsi – serie TV, 38 episodi (ATV, 2009-2010)
- Yasemince – serie TV (Fox, 2010)
- Bulutların Ötesi – serie TV (TRT 1, 2012)
- Medcezir – serie TV, 75 episodi (Star TV, 2013-2015)
- Kehribar – serie TV, 15 episodi (ATV, 2016)
- Il secolo magnifico: Kösem (Muhtesem Yüzyil - Kösem) – serie TV, 19 episodi (Fox, 2016-2017)
- Kızlarım İçin – serie TV, 13 episodi (Kanal D, 2017-2018)
- Terra amara (Bir Zamanlar Çukurova) – serie TV, 141 episodi (ATV, 2018-2022)
- Kızılcık Şerbeti – serie TV (Show TV, dal 2022)

### Doppiatrice

#### Cinema
- Gli Incredibili - Una "normale" famiglia di supereroi (The Incredibles), regia di Brad Bird (2004)
- I Robinson - Una famiglia spaziale (Meet the Robinsons), regia di Stephen J. Anderson (2007)
- L'incredibile Hulk (The Incredible Hulk), regia di Louis Leterrier (2008)
- La principessa e il ranocchio (The Princess and the Frog), regia di Ron Clements e John Musker (2009)
- Alice in Wonderland, regia di Tim Burton (2010)
- Robin Hood, regia di Ridley Scott (2010)
- Il figlio di Babbo Natale (Arthur Christmas), regia di Sarah Smith e Barry Cook (2011)
- Sucker Punch, regia di Zack Snyder (2011)

## Teatro
- Tılsım - Çocuk Oyunu, diretto da Tayfun Orhon, presso il teatro statale di Bursa (1995)
- Taziye, diretto da Mehmet Birkiye, presso il Conservatorio statale di Istanbul (1998)
- Amphitryon 2000, diretto da Haldun Dormen, presso il Conservatorio statale dell'Università di Istanbul (2000)
- Kaç Baba Kaç, diretto da Haldun Dormen, presso il Conservatorio statale dell'Università di Istanbul (2001)
- Arzu Tramvayı, diretto da Yıldız Kenter, presso il Conservatorio statale dell'Università di Istanbul (2001)
- Yan Etkili Konuşmalar, diretto da Tufan Karabulut, presso il teatro Fora (2002)
- Tekrar Çal Sam, diretto da Tufan Karabulut, presso il teatro Fora (2003)
- Apaçık, diretto da Tufan Karabulut, presso il teatro Fora (2003)
- Anna Karenina, diretto da Mehmet Birkiye, presso il teatro Kenter (2007)
- Nakşidil Sultan, diretto da Mahmut Gökgöz, presso il teatro Ayna (2012)
- Ölüm Diyalogları, diretto da Ali Altuğ, presso il teatro Si's (2013)
- Mükemmel, diretto da Ali Altuğ, presso il teatro Si's (2014)
- Abide-i Aşk, diretto da Dilek Türker, presso il teatro Ayna (2015)
- İstanbul'un Gözleri Mahmur, diretto da Hakan Altıner, presso il teatro Ayna (2017)

## Spot pubblicitari
- İş Bankası
- Eti Form
- Bellona
- Anadolu Sigorta

## Doppiatrici italiane
Nelle versioni in italiano dei suoi film e delle sue serie TV, Sibel Taşçıoğlu è stata doppiata da:
- Valentina De Marchi[38] in Terra amara[39]

## Riconoscimenti
- Premio Golden Caretta, Cipro del Nord
  - 2022: Vincitrice come Miglior attrice non protagonista insieme a Polen Emre e Yeliz Doğramacılar per la serie Terra amara (Bir Zamanlar Çukurova)[40]